# Zapiram si vrata
Zapiram si vrata je slika belgijskega slikarja Fernanda Khnopffa, nastala leta 1891 in shranjena v Novi pinakoteki v Münchnu.

## Opis
To je ena najbolj zagonetnih slik Fernanda Khnopffa. Bil je umetnik, ki je izgubil pozitivistično zaupanje v znanost in njene metode, pridigal je o obstoju gostega tkiva skrivnih analogij in korespondenc med različnimi fenomenalnimi realnostmi. Zapiram si vrata, tako kot ostale Knopffove slike je v resnici polna simbolov, ki jih je težko, če ne celo nemogoče razvozlati. Kljub tem velikim interpretativnim težavam je mogoče izslediti natančen literarni vir za to sliko: to je pesem Christine Rossetti z naslovom Who Shall Deliver Me? [Kdo me bo osvobodil?]. Rossettijeva, sestra Danteja Gabriela (prerafaelitski slikar, na katerega se je Khnopff večkrat skliceval), v tej kompoziciji z melanholično in umirjeno resignacijo razmišlja o težavah, ki jih življenje vsakodnevno postavlja ljudem, da ne morejo storiti ničesar, da bi rešili svoje notranje in zunanje konflikte, kot da se obrnejo na Božje odrešilno delovanje:
«Zaklepam vrata vase / In jih zapiram; a kdo bo zidal / Sebe od sebe, najbolj gnusnega od vseh? / Če bi se lahko nekoč ulegel, / In začel samoprečiščen na tekmo / Da mora vse teči! Smrt vodi mir"
V tem delu Khnopff daje umetniško življenje tematskim jedrom poezije Christine Rossetti, v tem primeru introspekciji in težavnemu samozapiranju. Medtem ko je v Kdo me bo rešil? ponovljena bistvenost Boga za človeško odrešenje, Khnopff svojemu slikarstvu odvzame kakršno koli religiozno konotacijo in namesto tega raje raziskuje kaotična in kipeča vznemirjenja, ki se skrivajo v človeški psihi. Skozi Khnopffovo sliko se preveva obešeno in skrivnostno vzdušje, v središču katerega najdemo žensko figuro z motečim, magnetnim, skoraj nezemeljskim pogledom, a tihim in kontemplativnim: v tej ženi, ki se ne prepušča teatralnim potezam, ampak natančno preučuje opazovalca z motečo nezmotljivostjo je mojstrsko povzeta ambivalentna in protislovna narava ženskosti, ki je značilna tematska poteza Knoppfijevih del.
Zdi se, da ta ženska v svoji notranjosti skoraj sprejema »gozd simbolov« (v baudelairovskem pomenu izraza), ki jo oklepa vsepovsod. V ospredju najdemo oranžne lilije: spomnimo se, da so te rože v srednjeveški umetnosti namigovale na Marijino devištvo. Na Khnopffovem platnu pa so lilije brez prvotnega ikonografskega pomena: ne samo da so oranžne (in ne bele, kot bi velevalo izročilo), ampak so tudi ovenele. Khnopff v na videz neškodljivem cvetličnem zapletu torej posreduje strašno skrivnosten in melanholičen občutek. Drugi simboli, ki naseljujejo kompozicijo, so še bolj zagonetni: na nočni omarici je doprsni kip Hipnosa, grškega boga spanja, katerega brat je Tanatos, mitološka poosebitev smrti. Desno od doprsnega kipa najdemo vitek mak v vazi in pogled na srednjeveško ulico (verjetno v Bruggeu), žalostno zapuščeno in prepredeno z eno samo črno kapuco, ki spominja na Friedrichovega meniha ob morju. S stropa torej visi veriga s pritrjenim zlatim nihalom, verjetno sklicevanje na hipnotizem in okultno, prakse, ki so bile zelo priljubljene v drugi polovici 19. stoletja.
Skrivnostna enigmatičnost slike pa se tu še zdaleč ne konča: ali je površina, na katero se ženska naslanja na komolce, na primer, grobnica ali žrtveni oltar? Ali spet, kam vodijo tiste temne razpoke, ki se odpirajo na dnu stene zadaj, vse pa jih razgibava zaporedje kvadratov, krogov in drugih geometrijskih elementov? Enako moteča je prisotnost na desni strani neprozornega in popačenega zrcala, na katerega površini (daleč od refleksije) sta vtisnjena dva kroga, obkrožena s podobo človeškega obraza. Khnopff se z Zapiram vrata sebi zato odreka naturalističnemu cilju realističnega predstavljanja okoliške resničnosti in se raje ukvarja z notranjo resničnostjo stvari, bolj pristno in ekspresivno, ki jo je treba priklicati namesto opisati.